# Mingha (rivière)
La rivière Mingha  (en anglais : Mingha River) est un cours d’eau de la région de Canterbury de l’Île du Sud de la Nouvelle-Zélande.

## Géographie
Elle s’écoule vers l’est puis vers le sud à partir de son origine sur les pentes du Mt Temple, rencontrant la rivière Bealey à 8 km au sud du col d’Arthur's Pass.
Avec le col de « Goat Pass », qui s’élève à 1 071 m d’altitude  et la rivière  Deception , la vallée Mingha forme une route à travers les Alpes du Sud connue comme la Mingha/Deception road. Elle est utilisée comme un des segments principaux de la course de montagne annuelle dénommée Coast to Coast (en).